# جيروم يوربان
جيروم يوربان (بالإنجليزية: Jerome Urban)‏ هو جراح أمريكي، ولد في 1914، وتوفي في 1991.